# Chad Kinch
Chadwick Oliver Kinch, detto Chad (Perth Amboy, 22 maggio 1958 – Carteret, 3 aprile 1994), è stato un cestista statunitense, professionista nella NBA.

## Carriera
Venne selezionato dai Cleveland Cavaliers al primo giro del Draft NBA 1980 (22ª scelta assoluta).